# 滦平镇
滦平镇，是中华人民共和国河北省承德市滦平县下辖的一个乡镇级行政单位。

## 行政区划
滦平镇下辖以下地区：
北马圈子村、皂沟村、庄头营村、西瓜园村、刘院村、三地沟门村、岔道口村、北杨树沟门村、双庙村、北李营村、东营村、安乐村、铧子炉村、王家沟村和西台子村。